# Wierzchowice (wieś w powiecie milickim)

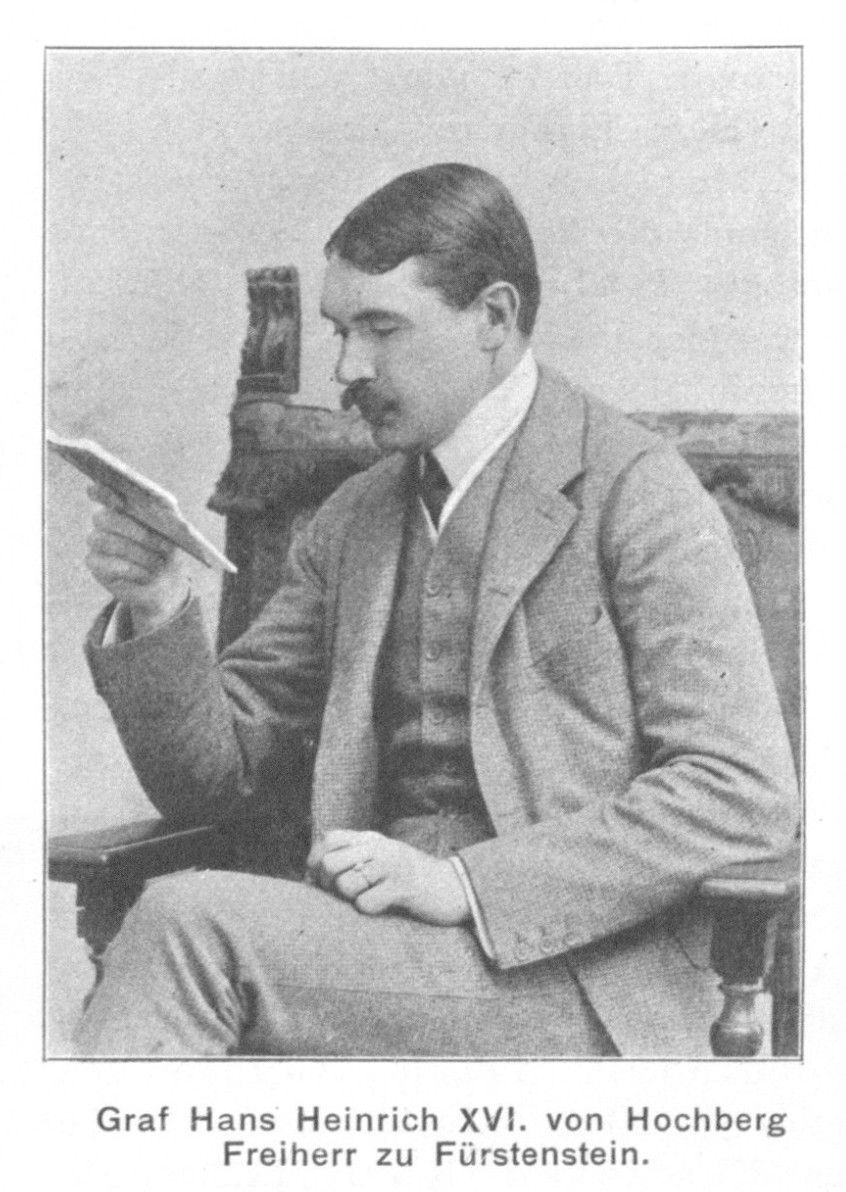
Hans Heinrich XVI von Hochberg w 1903

Wierzchowice (niem. Wirschkowitz) – wieś w Polsce, położona w województwie dolnośląskim, w powiecie milickim, w gminie Krośnice.

## Podział administracyjny
W latach 1975–1998 miejscowość należała administracyjnie do województwa wrocławskiego.

## Podziemne magazyny gazu
W Wierzchowicach w wyeksploatowanym złożu gazu zaazotowanego znajduje się podziemny magazyn gazu (PMG Wierzchowice) o pojemności ponad 1 200 mln m³. 

## Historia
Stara wieś z osadnictwem sięgającym neolitu, znana w średniowieczu z uprawy winorośli
W roku 1935 administracja niemiecka zmieniła historyczną, posiadającą słowiańskie pochodzenie nazwę Wirschkowitz na Hochweiler. W 1945 roku wieś została włączona do Polski, a jej dotychczasową ludność wysiedlono do Niemiec.

## FiliaGroß-Rosen
W miejscowości znajdowała się filia obozu koncentracyjnego Groß-Rosen.

## Zabytki
Do wojewódzkiego rejestru zabytków wpisane są:
- układ urbanistyczny, z XVI w., XVIII w.
- kościół do 1945 r ewangelicki, obecnie kościół Narodzenia NMP w Wierzchowicach, rzymskokatolicki, parafialny, wzniesiony w stylu barokowym w latach 1770–1773; świątynia zbudowana w konstrukcji szachulcowej, dzwonnica ceglana, tynkowana; bardzo bogato zdobione, rokokowe wyposażenie wnętrza (ambona, ołtarze, empory) pochodzi z lat 80. XVIII wieku
- dwór w Wierzchowicach z XVII w., przebudowany w 1731 r.; o konstrukcji szachulcowej z centralną częścią z cegły, zbudowany przez rodzinę Reichenbachów w drugiej połowie XVIII w. w stylu barokowym, na miejscu starszej rezydencji; od 1819 r. pałac stanowił własność rodu von Hochbergów; w 1945 r. przejęty przez państwo polskie; zrujnowany i ostatecznie rozebrany w 1988 r.[9]

inne zabytki:
- ogród angielski wokół pałacu, założony w pierwszej połowie XIX w.
- cmentarz ewangelicki z klasycystycznym mauzoleum, zrujnowany po 1945 r.
- kompleks folwarczny z XIX/XX w., częściowo zrujnowany